# Naburià
Naburià (en grec antic: Ναβουριανός, Naburianós; en caldeu, Naburimannu) va ser un astrònom, matemàtic i astròleg caldeu. El seu nom apareix esmentat en diversos texts cuneïformes, a més de ser citat pel geògraf grec Estrabó (segle i aC). Es desconeix l'època en què va viure: els autors moderns discrepen sobre aquest afer, i el situen del segle vi aC fins al segle iii aC.

## Cronologia
La datació de l'època en què va viure i escriure Naburià ha estat objecte de disputes acadèmiques durant gairebé un segle. Schnabel, en una sèrie d'articles publicats entre 1923 i 1927, li va atribuir el desenvolupament de l'anomenat «sistema babiloni A» per calcular efemèrides en el sistema solar, alhora que atribuí al també caldeu Cidenes, més tard, el desenvolupament del «sistema babiloni B». Neugebauer, però, discutí les datacions de Schnabel. Per la seva banda, el matemàtic Van der Waerden, en articles publicats més tard, conclogué que el sistema A es desenvolupà durant el regnat de Darios I (521–485 aC).
Aquest sistema A, que fa servir funcions per passes, és molt més primitiu que el sistema B, que empra funcions lineals en ziga-zaga. Tots dos romangueren en ús fins al segle i aC. En conclusió, si Naburià és l'autor del sistema A, va viure a Babilònia entre els dominis persa i macedoni (539-330 aC).

## Obra
Per mitjà del sistema A, Naburià establí la duració de l'any solar en 365 dies, 6 hores i 15 minuts. Igualment, aquest sistema ajustà la setmana a set dies, l'hora a 60 minuts i el minut a 60 segons. Els babilonis duien a terme aquests càlculs convertint l'ombra de les estaques en graus, minuts i segons d'angle, i també utilitzant clepsidres, rellotges d'aigua que daten de l'antic Egipte i es feien servir especialment de nit, quan els rellotges de sol no servien.